# Thierry de Brunhoff
Thierry de Brunhoff (Parigi, 9 novembre 1934) è un pianista francese e monaco benedettino.

## Biografia
Figlio di Jean de Brunhoff, creatore del personaggio immaginario Babar, e della scrittrice Cécile de Brunhoff, fratello dell'illustratore Laurent.  Dall'età di 11 anni prende lezioni da Alfred Cortot e in seguito studiò anche con Edwin Fischer, prima di diventare egli stesso insegnante all'École Normale de Musique de Paris per oltre dieci anni, dove ebbe tra i suoi studenti Hüseyin Sermet e Elza Kolodin.
È particolarmente noto per le sue interpretazioni di Frédéric Chopin e Schumann, ma il suo repertorio è molto ampio, da Beethoven a Debussy, Ravel e Carl Maria von Weber.

## Discografia
- Les Rarissimes, EMI Classics, 2004  Musiche di Chopin, Weber et Schumann [2]